# IC 1298
IC 1298 — галактика типу *Grp (велика група зірок) у сузір'ї Орел.
Цей об'єкт міститься в оригінальній редакції індексного каталогу.